# Diagramme de Black
 (juin 2021).
Si vous disposez d'ouvrages ou d'articles de référence ou si vous connaissez des sites web de qualité traitant du thème abordé ici, merci de compléter l'article en donnant les références utiles à sa vérifiabilité et en les liant à la section « Notes et références ».

Diagramme de Black.

Le diagramme de Black est un graphe utilisé en automatique pour étudier un système. Il représente, dans un repère semi-logarithmique, le gain (en décibels) en fonction de la phase, selon une courbe paramétrée par la pulsation ou la fréquence. Ce diagramme combine en un les deux diagrammes de Bode. Ce diagramme n'est appelé Diagramme de Black qu'en France. Partout ailleurs c'est le diagramme de Nichols. En effet il a été défini par Nichols sur la base de travaux plus anciens de Black qui avait proposé de tracer la phase en fonction du module mais non tracé en décibels[réf. souhaitée]. Contrairement aux travaux de Black, le diagramme proposé par Nichols permet d'utiliser la propriété de translation en gain et en phase d'un nombre complexe multiplié par un autre nombre complexe : |X.Y|dB=|X|dB+|Y|dB et arg(X.Y)=arg(X)+arg(Y).

## Description
Il est habituel de tracer dans le plan de Black l'abaque de Nichols (en), on parle alors de diagramme de Black-Nichols. Cet abaque permet de tracer le graphe de la fonction de transfert en boucle fermée (FTBF) avec retour unitaire à partir du graphe de la fonction de transfert en boucle ouverte (FTBO). Ces deux fonctions de transfert vérifient en effet la relation :
{\displaystyle \mathrm {FTBF} (j\omega )={\frac {\mathrm {FTCD} (j\omega )}{1+\mathrm {FTBO} (j\omega )}}}
où {\displaystyle \mathrm {FTBF} (j\omega )} et {\displaystyle \mathrm {FTBO} (j\omega )} sont des nombres complexes dont le module représente le gain, et l'argument représente la phase, en fonction de la pulsation {\displaystyle \omega }. Pour un schéma d'asservissement à retour unitaire, {\displaystyle \mathrm {FTBF} (j\omega )} est appelée généralement la fonction de sensibilité complémentaire {\displaystyle \mathrm {T} (j\omega )}.
Dans son plan initial, Black avait également proposé un autre abaque qui permettait de tracer le graphe de la fonction de sensibilité en boucle fermée (S) à partir du graphe de la fonction de transfert en boucle ouverte (FTBO). Ces deux fonctions de transfert vérifient en effet la relation :
{\displaystyle \mathrm {S} (j\omega )={\frac {1}{1+\mathrm {FTBO} (j\omega )}}}.

## Critère de stabilité
On représente souvent sur un diagramme de black le point à 0dB et à 180°. On appelle ce point le lieu de Black. Si la courbe passe à gauche du lieu de Black (dans le sens des fréquences ascendantes) alors le système est jugé stable en boucle fermée, en revanche si la courbe passe à droite du lieu de Black le système est instable en boucle fermée. Enfin dans le cas où elle passe par le lieu de Black le système est dit en limite de stabilité.